# Kotzberg
Kotzberg ist ein Wohnplatz in der Gemeinde Kürten im Rheinisch-Bergischen Kreis.

## Lage und Beschreibung
Der Ort liegt nördlich der Bundesstraße 506 zwischen Eisenkaul und der Großen Dhünntalsperre.

## Geschichte
Kotzberg wurde erstmals im Jahr 1449 als Kuxberg und um 1450 als Kuckesberch urkundlich erwähnt. Das Appellativ im Ortsnamen ist unschwer erkennbar Berg, das Bestimmungswort geht möglicherweise auf die Vogelart Kuckuck zurück.
Der Ort ist auf der Topographischen Aufnahme der Rheinlande von 1824 als Koezberg und auf der Preußischen Uraufnahme von 1840 als Kotzberg verzeichnet.
Ab der Preußischen Neuaufnahme von 1892 ist er auf Messtischblättern regelmäßig als Kotzberg verzeichnet.
1822 lebten neun Menschen im als Hof kategorisierten und Kotzberg bezeichneten Ort. Kotzberg gehörte zu dieser Zeit zur Gemeinde Bechen. Der 1845 laut der Uebersicht des Regierungs-Bezirks Cöln als Hof kategorisierte Ort besaß zu dieser Zeit ein Wohnhaus. Zu dieser Zeit lebten zwölf Einwohner im Kotzberg genannten Ort, davon alle katholischen Bekenntnisses. Die Gemeinde- und Gutbezirksstatistik der Rheinprovinz führt Kotzberg 1871 mit sechs Wohnhäusern und 36 Einwohnern auf. Im Gemeindelexikon für die Provinz Rheinland von 1888 werden ein Wohnhaus mit neun Einwohnern angegeben. 1895 hatte der Ort ein Wohnhaus und acht Einwohner.
1905 besaß der Ort ein Wohnhaus und vier Einwohner und gehörte konfessionell zum katholischen Kirchspiel Bechen.
1927 wurden die Bürgermeisterei Bechen in das Amt Bechen überführt. In der Weimarer Republik wurden 1929 die Ämter Kürten mit den Gemeinden Kürten und Bechen und Olpe mit den Gemeinden Olpe und Wipperfeld zum Amt Kürten zusammengelegt. Der Kreis Wipperfürth ging am 1. Oktober 1932 in den Rheinisch-Bergischen Kreis mit Sitz in Bergisch Gladbach auf.
1975 entstand aufgrund des Köln-Gesetzes die heutige Gemeinde Kürten, zu der neben den Ämtern Kürten, Bechen und Olpe ein Teilgebiet der Stadt Bensberg mit Dürscheid und den umliegenden Gebieten kam.